# Elateriopsis macropoda
Elateriopsis macropoda là một loài thực vật có hoa trong họ Cucurbitaceae. Loài này được (Poepp. & Endl.) Cogn. mô tả khoa học đầu tiên năm 1878.